# Don Boudria
Cet article possède un paronyme, voir Boudrias.
Don Boudria, né le 30 août 1949 à Hull, est un homme politique canadien de Sarsfield, Ontario.

## Biographie
Il a été élu à l'élection de 1984 représentant le Parti libéral du Canada pour la circonscription de Glengarry-Prescott-Russell en Ontario.
De 1984 à 1993, il a été porte-parole de l'opposition pour les portefeuilles de l'Agriculture, Approvisionnements et Services, Travaux publics et Postes Canada à la Chambre des communes. Il a également été Leader adjoint en Chambre du Parti libéral et Leader parlementaire adjoint de l'Opposition officielle entre janvier 1991 et novembre 1993. Il a occupé le poste de Whip en chef du Gouvernement entre le 15 septembre 1994 et le 4 octobre 1996. Il a été Ministre de la Coopération internationale et Ministre responsable de la Francophonie, en 1996-1997. 
Il a occupé différents postes du Cabinet de Jean Chrétien à son arrivée au pouvoir en 1993, dont leader à la Chambre et ministre des Travaux publics. Quand Paul Martin est devenu Premier ministre, Boudria a perdu son poste au Cabinet.
En 1999, lorsqu'il était député à la Chambre des communes il a obtenu un B.A. en Histoire grâce au programme d'étude à distance de Université de Waterloo.
Le 6 mai 2005, Boudria a annoncé qu'il ne se représenterait pas aux prochaines élections. il 
Au cours de la campagne au leadership du Parti libéral du Canada, Don Boudria a été le coprésident de la campagne de Stéphane Dion qui fut élu chef le 2 décembre 2006.
Au cours de sa carrière, Boudria a occupé différentes fonctions dans plusieurs assemblées et comité, notamment:  président fondateur de l'Assemblée internationale des parlementaires de langue française (aujourd'hui Association parlementaire de la francophonie), section ontarienne; président du Comité d'orientation des IV jeux de La Francophonie (2001);  président du Forum interparlementaire des Amériques (FIPA), section canadienne (2004); président des groupes d'amitié parlementaires Canada-Taiwan et Canada-Corée; directeur de deux Associations parlementaires, soit Canada-OTAN et Canada-Afrique; vice-président de l'Association des anciens parlementaires du Canada.
Don Boudria a été nommé par l'Ordre de la Pléiade Chevalier (1988), Officier (1994) puis Commandeur (1997).